# Аллан, Перси
Перси Аллан (англ. Percy Allan; 12 июля 1861, Сидней, Новый Южный Уэльс, Австралия — 7 мая 1930, Дарлингхерст, Новый Южный Уэльс, Австралия) — австралийский инженер-мостостроитель. По его проектам построено 583 моста, в том числе Пирмонтский мост, Глеб Айлэнд Бридж.

## Биография
Родился 12 июля 1861года в Сиднее в семье Максвелла Ренни Аллана, госсекретаря Нового Южного Уэльса. Получил образование в Колдер Хаус (Редферн) и в 1878 году поступил на службу в Департамент общественных работ Нового Южного Уэльса.
Между 1893 и 1896 он спроектировал 349 мостов и кабельных паромов в Новом Южном Уэльсе. В 1896—1899 годах он разработал проекты ещё 126 мостов, в том числе Пирмонтский мост и Глеб Айлэнд Бридж.
В 1900 году он был назначен главным помощником инженера рек, водоснабжения и водоотведения, и контролировал завершение Сиднейской системы канализации. После этого он поступил на работу в окружной совет по водоснабжению и совет по канализации.
Он вернулся в департамент общественных работ в 1912 году, и занимался проектированием Том Аглис-Бридж, моста над рекой Джорджа.
Перси Аллан ушёл с государственной службы в марте 1926 года. Скончался в своём доме в Дарлингхерсте 7 мая 1930 года.

## Признание
Он был награждён Премией Телфорда Институтом Инженеров-строителей за статьи об улучшениях порта Ньюкасла, включая углубление канала и расширение волнореза.
Разработал новый вид ферм для пролëтных строений мостов, получивший название ферма Аллана. 